# 2. ŽNL Splitsko-dalmatinska 2018./19.
2. ŽNL Splitsko-dalmatinska u sezoni 2018./19. predstavlja 2. rang županijske lige u Splitsko-dalmatinskoj županiji, te ligu petog stupnja hrvatskog nogometnog prvenstva. 
 U natjecanju sudjeluje 8 klubova. 
 
Prvak je postao "Mračaj" iz Runovića.

## Sustav natjecanja
Osam klubova igra trokružnim ligaškim sustavom (21 kolo).

## Sudionici
- Adriatic – Split
- Čaporice-Trilj – Čaporice, Trilj
- Jadran – Supetar
- Mračaj – Runović, Runovići
- Tekstilac – Sinj
- Trilj 2001 – Trilj
- Trogir 1912 – Trogir
- Vrlika – Vrlika

## Ljestvica
| Poz. | Momčad         | U  | P  | N | I  | G+ | G– | G+/– | Bod. | Nastavak natjecanja ili ispadanje |
| ---- | -------------- | -- | -- | - | -- | -- | -- | ---- | ---- | --------------------------------- |
| 1.   | Mračaj (P)     | 21 | 18 | 2 | 1  | 64 | 18 | +46  | 56   | 1. ŽNL                            |
| 2.   | Jadran Supetar | 21 | 12 | 5 | 4  | 49 | 25 | +24  | 41   |                                   |
| 3.   | Tekstilac Sinj | 21 | 12 | 4 | 5  | 57 | 25 | +32  | 40   |                                   |
| 4.   | Trogir 1912    | 21 | 10 | 5 | 6  | 53 | 19 | +34  | 35   |                                   |
| 5.   | Vrlika         | 21 | 5  | 3 | 13 | 29 | 58 | −29  | 18   |                                   |
| 6.   | Trilj          | 21 | 5  | 5 | 11 | 31 | 62 | −31  | 18   |                                   |
| 7.   | Adriatic       | 21 | 6  | 3 | 12 | 33 | 53 | −20  | 15   |                                   |
| 8.   | Čaporice       | 21 | 2  | 1 | 18 | 23 | 79 | −56  | 7    |                                   |

1. ↑  2 boda oduzeta od saveza.
2. ↑  6 bodova oduzeto od saveza.

## Rezultati
Ažurirano: 7. lipnja 2019.
| 1. kolo                 | 1. kolo |
| ----------------------- | ------- |
| 8./.9 rujna 2018.       |         |
| Jadran – Trogir 1912    | 3:2     |
| Mračaj – Čaporice-Trilj | 6:0     |
| Trilj 2001 – Tekstilac  | 3:3     |
| Vrlika – Adriatic       | 2:0     |
| [ 2 ]                   |         |

| 2. kolo                     | 2. kolo |
| --------------------------- | ------- |
| 15./16. rujna 2018.         |         |
| Adriatic – Trogir 1912      | 0:6     |
| Tekstilac – Vrlika          | 6:0     |
| Čaporice-Trilj – Trilj 2001 | 1:3     |
| Jadran – Mračaj             | 1:1     |
| [ 3 ]                       |         |

| 3. kolo                 | 3. kolo |
| ----------------------- | ------- |
| 22. rujna 2018.         |         |
| Mračaj – Trogir 1912    | 2:1     |
| Adriatic – Tekstilac    | 1:3     |
| Trilj 2001 – Jadran     | 2:2     |
| Vrlika – Čaporice-Trilj | 2:1     |
| [ 4 ] [ 5 ] [ 6 ]       |         |

| 4. kolo                   | 4. kolo |
| ------------------------- | ------- |
| 29./30. rujna 2018.       |         |
| Tekstilac – Trogir 1912   | 3:1     |
| Čaporice-Trilj – Adriatic | 2:3     |
| Jadran – Vrlika           | 5:3     |
| Mračaj – Trilj 2001       | 2:0     |
| [ 7 ]                     |         |

| 5. kolo                    | 5. kolo |
| -------------------------- | ------- |
| 6. listopada 2018.         |         |
| Trilj 2001 – Trogir 1912   | 1:1     |
| Vrlika – Mračaj            | 1:2     |
| Adriatic – Jadran          | 2:5     |
| Tekstilac – Čaporice-Trilj | 2:2     |
| [ 8 ] [ 9 ]                |         |

| 6. kolo                      | 6. kolo |
| ---------------------------- | ------- |
| 13./14. listopada 2018.      |         |
| Čaporice-Trilj – Trogir 1912 | 0:2     |
| Jadran – Tekstilac           | 1:1     |
| Mračaj – Adriatic            | 4:1     |
| Trilj 2001 – Vrlika          | 5:1     |
| [ 8 ] [ 10 ]                 |         |

| 7. kolo                 | 7. kolo |
| ----------------------- | ------- |
| 20. listopada 2018.     |         |
| Vrlika – Trogir 1912    | 2:2     |
| Adriatic – Trilj 2001   | 2:3     |
| Tekstilac – Mračaj      | 0:1     |
| Čaporice-Trilj – Jadran | 0:3     |
| [ 10 ]                  |         |

| 8. kolo                 | 8. kolo |
| ----------------------- | ------- |
| 27./28. listopada 2018. |         |
| Jadran – Trogir 1912    | 1:0     |
| Čaporice-Trilj – Mračaj | 1:4     |
| Tekstilac – Trilj 2001  | 3:0     |
| Adriatic – Vrlika       | 1:1     |
| [ 11 ]                  |         |

| 9. kolo                     | 9. kolo |
| --------------------------- | ------- |
| 3./4./6. studenog 2018.     |         |
| Adriatic – Trogir 1912      | 1:1     |
| Vrlika – Tekstilac          | 2:4     |
| Trilj 2001 – Čaporice-Trilj | 0:1     |
| Mračaj – Jadran             | 3:1     |
| [ 12 ]                      |         |

| 10. kolo                | 10. kolo |
| ----------------------- | -------- |
| 10./11. studenog 2018.  |          |
| Mračaj – Trogir 1912    | 1:3      |
| Jadran – Trilj 2001     | 6:1      |
| Čaporice-Trilj – Vrlika | 1:2      |
| Tekstilac – Adriatic    | 3:0      |
| [ 13 ]                  |          |

| 11. kolo                  | 11. kolo |
| ------------------------- | -------- |
| 17./18. studenog 2018.    |          |
| Tekstilac – Trogir 1912   | 1:0      |
| Adriatic – Čaporice-Trilj | 6:1      |
| Vrlika – Jadran           | 0:2      |
| Trilj 2001 – Mračaj       | 1:6      |
| [ 14 ]                    |          |

| 12. kolo                   | 12. kolo |
| -------------------------- | -------- |
| 17. ožujka 2019.           |          |
| Trogir 1912 – Trilj 2001   | 11:0     |
| Mračaj – Vrlika            | 5:1      |
| Jadran – Adriatic          | 4:0      |
| Čaporice-Trilj – Tekstilac | 1:6      |
| [ 15 ] [ 16 ]              |          |

| 13. kolo                     | 13. kolo |
| ---------------------------- | -------- |
| 23. ožujka 2019.             |          |
| Trogir 1912 – Čaporice-Trilj | 5:0      |
| Tekstilac – Jadran           | 2:0      |
| Adriatic – Mračaj            | 0:4      |
| Vrlika – Trilj 2001          | 0:1      |
| [ 17 ]                       |          |

| 14. kolo                | 14. kolo |
| ----------------------- | -------- |
| 30. ožujka 2019.        |          |
| Trogir 1912 – Vrlika    | 2:0      |
| Trilj 2001 – Adriatic'  | 0:2      |
| Mračaj – Tekstilac      | 2:1      |
| Jadran – Čaporice-Trilj | 1:3      |
| [ 18 ]                  |          |

| 15. kolo                   | 15. kolo |
| -------------------------- | -------- |
| 6./7. travnja 2019.        |          |
| Mračaj – Adriatic          | 4:0      |
| Tekstilac – Čaporice-Trilj | 6:0      |
| Jadran – Vrlika            | 3:0 p.f. |
| Trogir 1912 – Trilj 2001   | 7:0      |
| [ 19 ]                     |          |

| 16. kolo                | 16. kolo |
| ----------------------- | -------- |
| 13. travnja 2019.       |          |
| Adriatic – Trilj 2001   | 1:1      |
| Vrlika – Trogir 1912    | 1:0      |
| Čaporice-Trilj – Jadran | 2:3      |
| Mračaj – Tekstilac      | 2:1      |
| [ 20 ]                  |          |

| 17. kolo                     | 17. kolo |
| ---------------------------- | -------- |
| 20./22. travnja 2019.        |          |
| Tekstilac – Adriatic         | 0:4      |
| Jadran – Mračaj              | 0:1      |
| Trogir 1912 – Čaporice-Trilj | 4:1      |
| Trilj 2001 – Vrlika          | 3:3      |
| [ 21 ]                       |          |

| 18. kolo                    | 18. kolo |
| --------------------------- | -------- |
| 27./28. travnja 2019.       |          |
| Adriatic – Vrlika           | 2:1      |
| Čaporice-Trilj – Trilj 2001 | 0:5      |
| Mračaj – Trogir 1912        | 1:1      |
| Tekstilac – Jadran          | 1:1      |
| [ 15 ]                      |          |

| 19. kolo                | 19. kolo |
| ----------------------- | -------- |
| 5. svibnja 2019.        |          |
| Jadran – Adriatic       | 4:1      |
| Trilj 2001 – Mračaj     | 1:3      |
| Trogir 1912 – Tekstilac | 2:1      |
| Vrlika – Čaporice-Trilj | 6:1      |
| [ 15 ]                  |          |

| 20. kolo                  | 20. kolo |
| ------------------------- | -------- |
| 12. svibnja 2019.         |          |
| Adriatic – Čaporice-Trilj | 5:2      |
| Mračaj – Vrlika           | 5:0      |
| Tekstilac – Trilj 2001    | 4:1      |
| Jadran – Trogir 1912      | 0:0      |
| [ 22 ]                    |          |

| 21. kolo                | 21. kolo |
| ----------------------- | -------- |
| 18. / 25. svibnja 2019. |          |
| Trogir 1912 – Adriatic  | 2:1      |
| Trilj 2001 – Jadran     | 0:3      |
| Vrlika – Tekstilac      | 1:7      |
| Čaporice-Trilj – Mračaj | 3:5      |
| [ 23 ]                  |          |

## Najbolji strijelci
Izvori:
Strijelci 10 i više pogodaka: 
| 22 gola - Ante Puljiz (Mračaj) 21 gol - Stipe Banić-Škojo (Tekstilac) 11 golova - Joško Ružičić (Trogir 1912) |

## Vanjske poveznice
- Nogometni savez Županije Splitsko-dalmatinske
- nszsd.hr, 2. ŽNL
- facebook.com, 1. ŽNL Splitsko-dalmatinske županije
- sportnet.hr forum, 1. i 2. ŽNL Splitsko-dalmatinske županije  Arhivirana inačica izvorne stranice od 27. studenoga 2021. (Wayback Machine)
- rsssf.com, Hrvatska 2018./19., 2. ŽNL